# Reboursin
Reboursin település Franciaországban, Indre megyében. Lakosainak száma 104 fő (2022. január 1.). Reboursin Graçay, Saint-Outrille, Meunet-sur-Vatan, Saint-Florentin és Vatan községekkel határos.

## Népesség
A település népessége az elmúlt években az alábbi módon változott:
| Lakosok száma | 131  | 109  | 101  | 108  | 119  | 109  | 109  | 104  | 101  | 104  |
|               | 1968 | 1982 | 1990 | 2006 | 2013 | 2015 | 2017 | 2019 | 2020 | 2022 |